# Higher (Ala)
Higher è l'album di debutto della cantante polacca Ala pubblicato nel 2007 dall'etichetta discografica QL Records.

## Il disco
Ala, pseudonimo di Alicja Julia Boratyn, è un'ex componente del gruppo Blog 27. Molti testi delle canzoni sono stati scritti da Alicja stessa. Il genere è pop rock ed è stato pubblicato il 12 novembre del 2007. L'etichetta è QL Records.

## Tracce
1. Angel - 3:29
2. Don't Believe Them - 3:41
3. Darling - 4:12 (nuova versione di Big Chance)
4. A La La Song - 3:02
5. Losing My Head - 3:57 (nuova versione di Loosing)
6. The Shadow Lands - 3:32
7. I Never Know - 3:20 (nuova versione di You don't know)
8. Higher - 4:12
9. I Don't Like You - 4:25
10. Strange New Feeling - 3:55 (nuova versione di Ska)
11. We're Going Nowhere - 4:09
12. Porque Te Vas (acustica) - 3:32
13. Angel (acustica) - 3:27
14. I Don't Like You (acustica) - 4:29

Nella versione polacca sono state inserite anche le seguenti tracce come bonus tracks:
1. You Don't Know
2. Big Chance
3. Loosing
4. Ska